# مجید رفیع‌زاده
مجید رفیع‌زاده (به انگلیسی: Majid Rafizadeh) (متولد ۲۵ دسامبر ۱۹۸۰ مصادف با ۴ دی ماه ۱۳۵۹) یک دانشمند و سیاستمدار آمریکایی، محقق، استاد دانشگاه هاروارد، تحلیلگر سیاسی و متخصص و مفسر سیاستهای خارجی آمریکا و خاورمیانه است. او اصالتاً اهل ایران و سوریه است. رفیع‌زاده رئیس شورای بین‌المللی آمریکا در خاورمیانه است ,به عنوان مشاور رئیس‌جمهور آمریکا خدمت کرده‌است، و یکی از اعضای هیئت مدیره Harvard International Review از Harvard International Relations Council در دانشگاه هاروارد است. از وی به عنوان یکی از چهره‌های شاخص و برجسته ایرانی-آمریکایی یاد می‌شود. او یک روزنامه‌نگار، فعال حقوق بشر، عضو ارشد نفی خشونت بین‌الملل، عضو هیئت مشاوران بین‌المللی مرکز مطالعات پیشرفته انرژی تأسیس شده به وسیله USAID و عضو پروژه خاورمیانه‌ای خلیج ۲۰۰۰ مدرسه امور عام و بین‌المللی دانشگاه کلمبیا است. رفیع‌زاده به عنوان سفیر و نماینده شورای ملی ایرانی آمریکایی در واشینگتن خدمت کرده‌است.

## فعالیت‌ها
از  رفیع‌زاده مکرراً خواسته می‌شود که به مقامات آمریکا، اتحادیه اروپا و آسیا و پارلمانها در مورد سیاست خارجی آمریکا و امور خاورمیانه مشورت دهد. وی در دانشگاه‌های مختلفی از جمله هاروارد، آکسفورد و دانشگاه سنتاباربارا کالیفرنیا سخنرانی و تدریس کرده و جوایز آکادمیک و غیر آکادمیک، بورسیه‌ها و فلوشیپ‌های متعددی از جمله بورسیه آموزشی فولبرایت داشته‌است. از وی به‌طور منظم دعوت می‌شود تا سخنرانی کند از جمله در آکادمی دیپلماتیک وین، پیشگامان ادارات ایالتی حامی دمکراسی، مؤسسه فرانسوی روابط بین‌الملل (IFRI)، شرکت نفت و گاز توتال، سمینار میلتون برای دیپلماسی و کنفرانس‌های امور خارجهو در رسانه‌های ملی و بین‌المللی نظیر CNN، رادیو و تلویزیون جهانی BBC, ABC, Aljazeera, Fox News, CTV News, RT, CCTV, BBC آمریکا، Alhurra و France 24 International ظاهر شود. از وی به‌طور منظم نقل قول می‌شود در انتشارات دانشگاهی و غیر دانشگاهی نظیر نیویورک تایمز بین‌الملل، لس آنجلس تایمز، CNN، فرید زکریا GPS، آتلانتیک، فارن پالیسی، نیشن، بلومبرگ نیوز، الجزیره، دیلی بیست، ژورنال امور بین‌الملل ییل، ژورنال امور بین‌الملل جورج تاون و هاروارد اینترنشنال ریویو.
رفیع‌زاده به عنوان فارغ‌التحصیل هاروارد مدارک دیگری نیز از دانشگاه‌هایی همچون کالیفرنیا سنتاباربارا دارد. او دارای دکترا در امور دولتی و بین‌الملل، فوق لیسانس در مطالعات بین‌المللی و جهانی، فوق لیسانس در ژورنالیسم و ارتباطات، فوق لیسانس در زبان‌شناسی و تدریس و لیسانس در زبان‌شناسی است.
رفیع‌زاده قبلاً در سازمان ملل، کمیته بین‌المللی صلیب سرخ، مرکز بین‌المللی وودرو ویلسون برای بورسیه‌ها، نفی خشونت بین‌الملل کار کرده‌است و به عنوان سفیر و نماینده شورای ملی ایرانی آمریکایی در واشینگتن خدمت کرده‌است. او به انگلیسی، فارسی، عربی و دری مسلط است و به فرانسوی و عبری نیز صحبت می‌کند.